# Ignace Sossou
Kokou Ignace Patrice Sossou est un journaliste d'investigation béninois.

## Biographie
Ignace Sossou travaille pour le média Bénin Web TV. Il est membre du réseau d'enquêteurs West Africa Leaks. Il est aussi membre de la Cellule Norbert Zongo pour le journalisme d'investigation en Afrique de l'Ouest et du Réseau 3i qui regroupe des journalistes d'investigation d'Europe, du Maghreb et d'Afrique de l'Ouest.
Ignace Sossou est un passionné du journalisme depuis le collège. En 2007, il fonde avec un de ses camarades, Régis Ghèhinto, le groupe de presse de son collègue : "Pylônes Info". Après son BAC en 2009, il fait des études en économie à l'Université d'Abomey-Calavi (Bénin) où il a fait un passage très rapide dans la presse universitaire (Le Héraut). En 2015, il raccroche sa carrière pour se consacrer à sa passion : le journalisme d'investigation.
Pour se perfectionner dans ce domaine, il suivi en 2016 une formation en Investigation et veille stratégique orientée média à l'Ecole internationale de détective de stratégie (EIDS) basée à Cotonou au Bénin. Entre 2017 et 2018, il suivi également plusieurs d'autres formations sur les techniques d’investigation en ligne, de sécurisation des données de communications et de fast cheking au Burkina Faso, au Sénégal, en Afrique du Sud, en Tunisie et en France.
Ignace Sossou est également un passionné de l’art et de la culture. Il consacre, de façon bénévole, une partie de son temps pour des activités sociales de promotion artistique et/ou culturelle.

## Condamnations en tant que journaliste

### Plainte de l'homme d'affaires Jean Luc Tchifteyan
Le 12 août 2019, Ignace Sossou est condamné à un mois de prison avec sursis par le Tribunal de première instance de Cotonou pour « publication de fausses informations sur les réseaux électroniques », une infraction prévu par le Code du numérique.
Cette condamnation fait suite à une plainte déposée par l’homme d’affaires Jean Luc Tchifteyan, Conseiller au commerce extérieur de la France près le Bénin et Directeur général du Groupe Tchifteyan, accusé d'évasion fiscale dans deux articles de Benin Web TV signés de Ignace Sossou,. Ce travail d'investigation avait été réalisé sur la base de documents issus du projet West Africa Leaks initié par le Consortium international des journalistes d'investigation (ICIJ) et la Cellule Norbert Zongo,.

### Plainte du procureur de la République Mario Metonou
Le 18 décembre 2019, dans le cadre d'un séminaire consacré à la lutte contre les infox en période électorale organisé par CFI Média, l'agence française de développement média, Ignace Sossou cite sur Twitter et Facebook des propos attribués au procureur de la République du Bénin, Mario Metonou, qui fait partie des panélistes. Le 19 décembre 2019, le journaliste est sommé par un agent de CFI Média de retirer ses publications citant le procureur Mario Metonou, mais il refuse d'obtempérer. Dans la foulée, le Directeur Afrique de CFI Média, Pierre Jalladeau, adresse un courrier au ministre béninois de la justice dans lequel il qualifie le journaliste Ignace Sossou de "peu scrupuleux" et lui reproche d'avoir "tronqué" et "sorti de leur contexte" les propos du procureur Metonou.
Le 20 décembre aux environs de 05h30 (GMT), Ignace Sossou est arrêté à son domicile puis amené à l'Office central de répression de la cybercriminalité où il est questionné au sujet de ces publications sur les réseaux sociaux. À l'issue de cette audition, il est placé en garde à vue. Le 24 décembre, lors d'une audience en comparution immédiate au Tribunal de première instance de Cotonou, Ignace Sossou est condamné à 18 mois de prison ferme et une amende de 200 000 Fcfa pour « harcèlement par le biais de moyens de communications électroniques »,. Lors du procès, il a été notamment reproché au journaliste d'avoir rapporté des propos « tronqués » et « déplacés de leur contexte ». Le courrier du Directeur Afrique de CFI Média au ministre de la Justice du Bénin était utilisé comme élément à charge contre le journaliste.
Ce jugement est contesté par des associations de défense de la liberté de la presse, notamment Reporters sans frontières et Internet sans frontières, qui dénoncent « des accusations infondées, comme le prouve la retranscription des propos du magistrat » (ultérieurement fournie par CFI Média) et une attaque contre la liberté de la presse sous couvert de lutte contre la désinformation,,,. Le rôle de CFI Média dans la condamnation du journaliste est également critiqué par plusieurs organisations de défense de la liberté de presse,.
Le 8 janvier 2020, CFI Média demande la libération de Ignace Sossou, lui présente ses excuses pour la lettre transmise aux autorités béninoises et « s'indigne d'avoir été instrumentalisée »,.
Après une condamnation en appel à six mois ferme, six mois avec sursis, et une amende de 500 000 francs CFA, le journaliste est libéré le 24 juin 2020. Dans la foulée, les avocats de Ignace Sossou annonce un pourvoi en cassation pour casser la décision de la Cour d'Appel.